# 트롤: 월드 투어
《트롤: 월드 투어》(영어: Trolls World Tour)는 2020년 4월 17일 개봉된 미국의 컴퓨터 뮤지컬 코미디 애니메이션 영화이다. 드림웍스 애니메이션이 제작하고 유니버설 픽처스가 배급하였다. 2016년 공개된 《트롤》의 속편이다.

## 줄거리
테크노 왕국에서 트롤렉스 왕의 테크노 트롤 부족은 레이브에 참석하고, 바브 여왕이 이끄는 하드 록 트롤이 도착하여 무기화된 기타로 모든 것을 파괴한다. 바브 여왕은 트롤렉스에게 항복하고 그의 "줄"을 넘겨주라고 요구한다.
팝 마을에서는 첫 번째 영화의 사건 이후 2년이 지난 후, 파피는 바브로부터 트롤들을 통합하기 위해 그녀의 "줄"을 가져오라는 편지를 받는다. 파피의 아버지 페피 왕은 한때 테크노, 펑크, 클래식, 컨트리, 하드 록, 팝 등 주요 음악 부족을 상징하는 여섯 개의 마법 줄이 있었지만, 여섯 부족은 의견 차이로 다툼이 일어난 후 각자의 줄을 가지고 헤어졌다고 설명한다. 페피 왕, 브랜치, 그리고 다른 사람들은 바브의 초대를 믿지 않지만, 파피는 바브가 다른 트롤과 같다는 것을 증명하기 위해 자신의 줄을 가지고 몰래 빠져나가기로 결심한다. 사랑을 고백하려는 브랜치와 몰래 숨어든 비기(Biggie)가 그녀와 동행한다. 동시에 쿠퍼는 자신의 모습과 같은 트롤의 오래된 그림을 발견하고 혼자 그들을 찾아 나서다가 결국 우주선에 탑승하게 된다.
한편, 바브는 파피를 찾기 위해 작은 음악 장르의 현상금 사냥꾼들을 보내고, 성공한 부족은 살려주겠다고 약속한다. 파피 일행은 곧 클래식 부족의 마을인 심포니빌의 폐허에 도착하고, 지각 있는 플루트인 페니휘슬을 만나 바브가 모든 트롤을 록으로 강제로 통합하려 한다는 말을 듣는다. 파피는 자신의 줄을 보호하기를 거부하지만, 그것을 계속 가지고 있다. 그녀와 그녀의 팀은 켄타우로스 같은 컨트리 트롤들에게 경고하기 위해 론섬 플랫츠로 향한다. 파피는 그들의 음악이 너무 침울하다고 느끼고 브랜치의 우려에도 불구하고 먼저 그들을 기쁘게 해주기로 결심한다. 팝 트롤들은 결국 투옥되지만, 유창하게 말하는 컨트리 트롤 히코리에게 구조된다. 컨트리 트롤들에게 협곡으로 쫓긴 후, 히코리는 그들을 바이브 시티로 데려가 펑크 트롤들에게 경고할 뗏목을 만들어준다. 그들은 스무스 재즈 트롤인 채즈를 만나 그의 음악으로 마비되지만, 히코리는 젤리 귀마개를 사용하여 면역 상태를 유지하며 그를 쫓아낸다. 이전에 자신을 안전하게 지켜주겠다는 파피의 약속을 어긴 것에 화가 난 비기는 일행을 떠나기로 결심한다.
일행은 바이브 시티에 도착하고, 그곳은 쿠퍼를 태웠던 우주선임이 밝혀진다. 그들은 쿠퍼와 재회하고, 쿠퍼는 자신이 펑크 트롤의 퀸시 왕과 에센스 여왕의 오랫동안 잃어버렸던 아들이자 그들의 아들 D 왕자의 쌍둥이 형제임을 밝힌다. 파피는 모든 트롤이 같다고 주장하지만, D 왕자는 팝 트롤들이 한때 모든 트롤을 팝으로 통합하려고 시도하여 최초의 분열을 초래했다고 설명한다. 하드 록 트롤들이 우주선을 공격하고, 파피 일행은 안전하게 탈출하지만, 우연히 히코리와 헤어진다. 파피의 말을 듣지 않으려는 것에 대해 말다툼을 한 후, 브랜치는 떠나 레게톤과 K-pop 트롤들에게 붙잡히고, 그는 그들을 설득하여 바브에 대항하여 함께 일하도록 만든다.
회개한 히코리는 자신이 사실 요들 트롤이며, 파피의 줄을 훔치기 위해 자신과 동생 디코리를 켄타우로스로 위장했음을 밝힌다. 그는 파피에게 도망치라고 말하지만, 바브가 도착하여 팝 줄을 가지고 그녀를 붙잡는다. 한편, 비기는 집으로 돌아와 팝 마을이 파괴되고 대부분의 주민들이 납치된 것을 발견한다. 파피를 떠나지 말았어야 했다는 것을 깨달은 비기는 친구들을 모아 그녀를 구출하고 하드 록 트롤로 위장한다.
볼케이노 록 시티에서 바브는 포로들을 콘서트에 강제로 참석시키고, 그녀는 기타의 여섯 줄을 사용하여 그들을 록 좀비로 만든다. 브랜치도 파피를 같은 운명에서 구하려 할 때 레게톤과 K-pop 트롤들과 함께 록 좀비가 된다. 파피 자신도 변한 것처럼 보이지만, 젤리를 사용하여 음악을 차단했음을 밝힌다. 그녀는 바브에게 백성들의 말을 듣지 않는 나쁜 여왕이라고 질책한 후 바브의 기타를 부수고, 좀비들을 원래대로 되돌리지만, 줄은 파괴되어 음악이 끝나고 모든 트롤들이 회색으로 변한다. 좌절한 바브는 트롤들과 파피가 역사를 반복하고 음악을 파괴했다고 비난한다.
쿠퍼는 자신의 심장 박동을 듣고 D 왕자와 함께 비트박스를 시작하여 다른 트롤들이 소리를 내어 리듬을 만들도록 설득한다. 파피는 모든 사람이 마음에서 우러나오는 노래를 함께 부르도록 이끌고, 바브를 포함한 그들의 음악과 색깔을 되돌린다. 바브는 파피의 우정 제안을 받아들이고, 브랜치는 마침내 파피에게 자신의 감정을 고백하며, 트롤들은 모두 팝 마을로 돌아와 축하한다.

## 성우
- 애나 켄드릭: 파피 여왕, 팝 트롤의 여왕이자 브랜치의 연인이다.
- 저스틴 팀버레이크: 브랜치, 생존주의에 물든 팝 트롤로, 파피의 연인이다.
- 제임스 코든: 비기
- 레이철 블룸: 바브 여왕, 트라쉬의 딸이자 하드 락 트롤의 여왕이다. 모두를 락 좀비로 바꾸고 싶어한다.
- 카란 소니: 리프, 하드 락 트롤이자 바브의 드러머다.
- 오지 오스본: 트라쉬 왕, 옛 하드 락 트롤의 왕이자 바브의 아버지이다. 가끔 바브의 이름을 잊어버린다.
- 앤더슨 팩: 프린스 D, 퀸시와 에센스의 아들인 펑크 트롤로, 쿠퍼의 쌍둥이 형제다. 랩을 잘 한다.
- 조지 클린턴: 퀸시 왕, 펑크 트롤의 왕이다.
- 메리 J. 블라이즈: 에센스 여왕, 펑크 트롤의 여왕이다.
- 켈리 클락슨: 델타 던, 컨트리 트롤의 리더이다.
- 샘 록웰: 히코리, 컨트리 트롤로 변장한 요들 트롤이다.
- 아이코나 팝: 세틴과 체닐, 머리로 서로 묶여 있는 팝 트롤 쌍둥이이다..
- 론 펀치스: 쿠퍼, 펑크 트롤로 밝혀지는 팝 트롤이다.
- 쿠널 나이어: 가이 다이아몬드, 반짝이는 실버 팝 트롤이다.
- 제이미 도넌: 체즈, 스무스 재즈 트롤이다.
- J 발빈: 트레이시 조, 레거 트롤의 리더이다.
- 키넌 톰슨: 타이니 다이아몬드, 힙합 트롤이자 가이 다이아몬드의 새로 태어난 아들이다. 아저씨 목소리이다.
- 케빈 마이클 리처드슨:
  - 미스터 딩클스. 비기의 애완 곤충이다.
  - 그롤리 피트. 컨트리 트롤이다.l.
  - 시드 프레트, 얼룩말 무늬의 헤드밴드를 한 락 트롤이다.
- 월트 돈:
  - 스미지, 작은 여자 팝 트롤로 남성적인 목소리를 가지고 있다.
  - 클라우드 가이
  - 페피 왕, 파피의 아버지이자 팝 트롤의 옛 왕이다.
- 이스터 딘: 레슬리, 다를 길게 만들 수 있는 팝 트롤이다. 생김새가 약간 이상하다.
- 구스타보 두다멜: 트롤차르트, 날개가 달린 트롤, 클래식 트롤의 왕이다.
- 앤서니 라모스: 트롤 렉스 왕, 테크노 트롤의 왕이다.
- 플룰라 보르크: 디코리, 히코리의 등에 있는 요들 트롤이다.
- 샤를린 이: 페니휘슬, 클래식 트롤 마을에 사는 관악기이다. 겁을 많이탄다.
- 조이 데이셔넬: 브리짓,
- 크리스토퍼 민츠플라스: 그리스틀 왕, 베겐스의 왕이다..
- 레드벨벳: K-Pop 갱[1]
  - 웬디: 와니, 갱의 리더이자 트레시요의 라이벌이다. 웬디는 한국어판에서 파피의 목소리를 더빙했다.
  - 아이린: 베이비번, 곰도리의 절친이다.
  - 슬기: 곰도리, 와니의 부장이다.
  - 조이: 아리.
  - 예리: 김쁘띠, K-POP 트롤 중 가장 말이 없다.

## 한국어판 더빙
- 웬디: 파피 여왕 역 (목소리)
- 로운: 브랜치 역 (목소리)
- 원에스더: 바브 역 (목소리)
- 박영재: 쿠퍼 역 (목소리)
- 홍범기: 비기 역 (목소리)
- 여민정: 페니 휘슬 역 (목소리)
- 김보나: 델타 톤 역 (목소리)
- 조민수: 트롤렉스 역 (목소리)
- 김명준: 가이 다이어몬드 역 (목소리)
- 김현수: 타이니 다이어몬드 역 (목소리)
- 최석필: 퀸시 왕 역 (목소리)
- 한신: 프린스 D 역 (목소리)
- 이장원: 트라쉬 왕 역 (목소리)
- 한만중: 리프 / 트래시 조 역 (목소리)
- 서반석: 재즈 / 트롤차르트 역 (목소리)
- 강은애: 렉슬리 역 (목소리)
- 조경이: 와니 역 (목소리)